# Johan Ankerstjerne
Johan Valdemar Ankerstjerne (né le 17 janvier 1886 à Randers et mort le 18 août 1959  à Copenhague) est un directeur de la photographie danois.
Il travailla pendant longtemps pour la Nordisk Film et fut considéré comme le meilleur cadreur danois des années 1910. On lui doit notamment la photographie du film La Sorcellerie à travers les âges.

## Biographie
Johan Ankerstjerne était d'abord un horloger de Randers avant de devenir, en 1907, un opérateur du premier cinéma de la ville. Il décida ensuite de réaliser des films lui-même et commença par concevoir de courts documentaires. En 1911, la Nordisk Film l'engagea et August Blom en fit vite son directeur de la photographie favori et contribua au succès de Atlantis.
En 1915, il quitta la Nordisk Film pour travailler avec Benjamin Christensen qui était en train de tourner Nuit de justice. Ce film le consacra comme cadreur : il fut l'un des premiers cadreurs européens à adopter l'éclairage trois points, alors d'usage courant aux États-Unis (en Europe, l'usage était de ne pas utiliser d'éclairage en contre-jour en présence de l'éclairage d'un projecteur).
Il travailla ensuite jusqu'en 1921 pour la Dansk Film Co., qui sera plus tard connue sous le nom de Dansk Astra Film et, en 1922, il fut appelé par Benjamin Christensen pour participer au tournage de La Sorcellerie à travers les âges. Il fut ensuite employé au département technique de la Nordisk Film.
En 1932, Johan Ankerstjerne fonda sa propre société, la Johan Ankerstjerne A/S, et il devint le principal laboratoire danois pour les films 35 mm et 16 mm,.

## Filmographie partielle
- 1914 : Ægteskab og Pigesjov
- 1917 : En ensom Kvinde
- 1922 : La Sorcellerie à travers les âges

## Source
- (en) Cet article est partiellement ou en totalité issu de l’article de Wikipédia en anglais intitulé « Johan Ankerstjerne » (voir la liste des auteurs).